# Joaquín Ruiz Mendoza
Joaquín Ruiz Mendoza (Melilla, 1915 - València, 2003) fou un advocat i polític valencià originari de Melilla.

## Biografia
Fill d'un militar d'ideologia republicana, va estudiar el batxiller al Col·legi de Doctrina Cristiana i en l'Institut de Melilla. El 1931 es va establir a València amb la seva família i va estudiar la carrera de dret a la Universitat de València. En 1933 va ingressar en la Joventuts Socialistes d'Espanya, incorporant-se a l'any següent al PSOE. En 1936 fou nomenat membre de la Federació Provincial de Joventuts. Durant la guerra civil espanyola va ser comissari polític a Nules i Borriana, raó per la qual el 1939 va ser condemnat a 20 anys de presó. Després de passar per la presó d'Elx, per la Presó Model de València i la de Sant Miquel dels Reis, el 1943 va sortir en llibertat condicional, però continuà depurat per a exercir la seva professió d'advocat fins al 1947. En 1945 va ser novament detingut durant tres mesos per reorganitzar el PSOE de València.
Aprofità la cobertura legal del seu bufet d'advocats per a dur a terme activitat política clandestina i defensar als detinguts per la Direcció General de Seguretat. El 28 de maig de 1970 donà suport una carta dirigida al secretari d'Estat americà William Pierce Rogers i a Gregorio López-Bravo de Castro, per la qual fou multat el 15 de juny de 1970 per decret del Ministre de la Governació, juntament amb els altres 114 polítics que la signaren.
Malgrat haver col·laborat amb la direcció de Rodolfo Llopis a l'exili, després del Congrés de Suresnes de 1974 es decantà per la nova direcció de Felipe González. A les eleccions generals espanyoles de 1977 fou elegit diputat pel PSOE per la província de València. Fou vicepresident Primer de la Comissió d'Interior del Congrés dels Diputats.
Posteriorment fou elegit senador pel PSPV-PSOE a les eleccions generals espanyoles de 1982, 1986, 1989 i 1993. Del 1979 al 1982 fou regidor de l'Ajuntament de València. Ha col·laborat amb la premsa regional, publicant articles de caràcter polític i fou acadèmic de l'Acadèmia Valenciana de Jurisprudència i Legislació. L'any 2002 l'Associació Valenciana de Juristes Demòcrates li va concedir el seu premi anual pel seu compromís amb la defensa de les llibertats i la seva constant trajectòria progressista.